# Burgundi
Burgundi (lat. Burgundiones) su bili istočnogermansko pleme kojima je prvotna postojbina bila najvjerojatnije Skandinavija te su prešli na otok Bornholm, koji se na staronordijskom jeziku zvao Burgundarholmr (otok Burgunda), a od tamo su naselili Europu. Prema Þorsteins saga Víkingssonar, Veseti su naselili otok ili zemlju, koja se zvala zemlja Burgunda, tj. Bornholm. Alfred Veliki u svom prijevodu Orosiusa koristi ime Burgenda land. Pjesnik i mitolog Viktor Rydberg (1828. – 1895.), u djelu (Our Fathers' Godsaga) govori da su Burgundi zadržali usmenu predaju o svom skandinavskom podrijetlu prema ranosrednjovjekovnom izvoru Vita Sigismundi. 

## Rana povijest

### Podrijetlo plemena
Burgundsku predaju o skandinavskom podrijetlu potvrđuju dokazi kao što su imena mjesta i pokrajina te arheološki dokazi (Stjerna) pa se zato može smatrati da je njihova predaja točna. Zbog toga što je Skandinavija bila vrlo daleko od obzora ranih rimskih izvora, uključujući i Tacita (koji spominje samo jedno skandinavsko pleme, Sveare, lat. Suiones), nitko ne spominje otkamo su Burgundi došli nego samo da su živjeli istočno od Rajne. Rani rimski izvori navode da su vjerojatno bili jedno od istočnogermanskih plemena.
Oko 300. godine, stanovništvo Bornholma (otok Burgunda) naveliko nestaje s otoka. Većina se groblja prestaje koristiti, a oni koji su se još koristili imali tek nekoliko pogreba (Stjerna).
Godine 369., car Valentinijan I. je poveo vojsku protiv germanskog plemena Alemana. U to vrijeme, Burgundi su vjerojatno živjeli oko rijeke Visle prema Jordanu, povjesničaru sredine 6. stoljeća.  Neko vrijeme poslije rata s Alemanima,  Burgunde je pobijedio Fastida, kralj Gepida te su bili pokoreni i skoro potpuno uništeni.
Otprilike desetljeće kasnije, Burgundi su se ponovno pojavili. Pri povlačenju vojske Flavija Stilika u borbi protiv vizigotskog kralja Alarika I.  (406. – 408.), sjeverna plemena su prešla Rajnu te je počela velika seoba naroda.  Među njima su bili Alani, Vandali, Svevi, i vjerojatno Burgundi. Burgundi su migrirali prema zapadu i smjestili se u dolini Rajne.
Tamo su se Burgundi s vremenom sprijateljili s Hunima. Hunski običaj je bio da žene umjetno produlje svoju glavu tako da ju čvrsto zavežu još dok su djevojčice. Germanski grobovi su povremeno bili ispunjeni hunskim ornamentima, ali i također ženskim glavama koje su bile tretirane na taj način. Zapadno od Rajne samo burgundska groblja sadrže veliki broj takvih glava.

### Religija
Negdje na istoku Burgundi su se prebacili na arijski oblik kršćanstva, koji je bio izvor sumnji i nepovjerenja između Burgunda te katoličkog Zapadnog Rimskog Carstva. Stanje se očigledno popravilo ili se popravljalo oko godine 500., kad je burgundski kralj Gundobad održavao blisko osobno prijateljstvo s katoličkim biskupom Avitusom iz Vienne. Štoviše, Gundobadov sin i nasljednik Sigismund, je bio katolik te postoje mnogi dokazi da su mnogi Burgundi prešli na katoličanstvo uključujući i nekoliko ženskih članova vladajuće obitelji.

### Rana povezanost s Rimljanima
Burgundi su imali burne veze s Rimljanima. Carstvo ih je koristilo da ne daju dolazak drugih plemena, da vrše prepade na graničnim područjima te da šire svoj utjecaj kad je god to moguće.

## Kraljevstvo Burgunda

### Prvo kraljevstvo
411. je godine burgundski kralj Gundahar ili 'Gundikar u suradnji s alanskim kraljem Goarom postavio marionetskog cara Jovina. Autoritetom galskog cara kojeg je kontrolirao, naselio se na lijevoj odnosno zapadnoj (t.j. rimskoj) obali Rajne, između rijeka Lautera i Nahe, zauzevši Borbetomagus, Civitas Nemetum i Argentoratum. Prividno kao dio mira, rimski im car Honorije službeno "dao" tu zemlju. 
Unatoč njihovom novom statusu kao foederati, burgundski su upadi u rimsku gornju Galiju Belgicu postali nepodnošljivi i nemilosrdno privedeni kraju 436., kada je rimski zapovjednik Flavije Aecije pozvao hunske plaćenike da osvoje Rajnsko kraljevstvo (s glavnim gradom u starom keltsko-rimskom naselju Borbetomagus/Worms) što su i učinili 437. godine, a Gundahara su ubili u borbi.
Hunsko uništenje Wormsa i Burgundskog kraljevstva postalo je temelj junačke legende koja je kasnije bila opisana u Pjesmi o Nibelunzima prema kojoj je Richard Wagner bazirao svoj operni ciklus Prsten Nibelunga gdje su kralj Gundahar (Gunther) i kraljica Brunhilda na svom dvoru u Wormsu, a Siegfried (Sigfrid) dolazi zaprositi Kriemhildu. (Na staronordijskom imena su Gunnar, Brynhild, i Gudrún)  Zapravo, riječ Atli koja se spominje u pjesmi dolazi od imena hunskog vođe Atile.

### Drugo kraljevstvo
Zbog nepoznatih razloga, Burgundi su po drugi put dobili status federata, i 443. su se naselili po Aeciju u regiji Sapaudia.  Kako Sapaudia ne odgovara niti jednoj današnjoj modernoj regiji, Burgundi su vjerojatno živjeli pokraj Lugdunuma, danas poznatog kao Lyon.  Čini se da je novi kralj Gundiok, ili Gunderik, smatran Gundaharovim sinom, vladao nakon očeve smrti. Sve u svemu, osam burgundskih kraljeva iz kuće Gundahar vladalo je kraljevstvom dok ga 534. godine nisu pregazili Franci. 
Kao saveznici Rima u njegovim posljednjim desetljećima, Burgundi su se borili na strani Aecija, vizigotske konfederacije i drugih u borbi protiv Atile u bitci na Katalaunskim poljima 451. Izgleda da je je savez između Burgunda i Vizigota bio vrlo jak, kad je Gundiok i njegov brat Kilperik I. pratio Teodorika II. u Španjolsku da se bore protiv Sveva 455.

#### Težnje prema Carstvu
Također 455., dvosmislenom izjavom infidoque tibi Burdundio ductu upućuje da je neimenovani izdajnički burgundski vođa ubio cara Petronija Velikog što je prethodilo pljački Rima od strane Vandala. Patricij Ricimer je također bio optužen te taj događaj upućuje na povezanost Burgunda i Ricimera, koji je vjerojatno bio Gundiokov šurjak i Gundobadov ujak.
Burgundi, očigledno suočeni s rastom moći, pregovaraju 456. o teritorijalnom proširenju i sklapaju ugovor o podjeli moći s lokalnim rimskim senatorima .
Godine 457., Ricimer ruši i drugog cara, Avita, stavljajući Majorijana na prijestolje. Pokazalo se da novi car nije odviše od pomoći Ricimeru i Burgundima. Godinu dana nakon što je postao car, Majorian je oduzeo Burgundima zemlju koju su stekli dvije godine prije te nakon daljnjeg pokazivanja careve neovisnosti, Ricimer ga je ubio 461.
Deset godina kasnije, 472., Ricimer kojemu je dosada zapadnorimski car Atemije bio šurjak,
planira ga s Gundobadom ubiti te zatim Gundobad odrubljuje glavu caru (vjerojatno osobno).  Ricimer tada carem imenuje Olibrija, ali zajedno umiru (iznenađujuće - prirodnim putem) unutar nekoliko mjeseci.  Gundobad je tada naslijedio svog ujaka kao patricij i kao onaj koji postavlja kralja, i uzdiže Glicerija na tron.
Izgleda da je 474. burgunskom utjecaju došao kraj. Glicerije je bio smijenjen u korist Julije Nepota, a Gundobad se vratio u Burgundiju, vjerojatno zbog smrti svog oca Gundioka. U to vrijeme ili nedugo nakon, Burgundsko kraljevstvo se podijelilo između Gundobada i njegove braće, Godegizela, Kilperika i Gundomara I.

#### Jačanje kraljevstva
Prema sv. Grguru iz Toursa, Gundobadov povratak u Burgundiju predstavlja krvavo ujedinjenje i jačanje.  Grgur govori da je Gundobad ubio brata Kilperika, utopio njegovu suprugu te njegove tri kćeri izgnao (jedna od njih postaje suprugom franačkog kralja Klodviga i vjerojatno je bio odgovoran za njegovo pokrštavanje).  To je osporavao npr. Bury, koji ukazuje na probleme Grgurove kronologije događaja.
Oko godine 500. Gundobad i Klodvig ratuju, a izgleda da je Gundobada izdao brat Godegizel, koji se pridružio Francima. Godegizelove i Klodvigove snage zatim uništavaju Gundobadovu vojsku.  Gundobad je kratkotrajno ostao u Avignonu, te je ponovno skupivši vojsku i opljačkao Vienne, gdje su Godegizel i njegova družina ubijeni.  Od tada, Gundobad biva jedini kralj Burgundije.  To bi dalo naslutiti da je njegov brat Gundomar već mrtav, ali nema izvora koji bi to mogao potvrditi. 
Gundobad i Klodvig su izgladili razlike, ili je Gundobad bio prisiljen da bude nekakav Klodvigov vazal zbog Klodvigove prijašnje pobjede, jer burgundski kralj pomaže Francima 507. godine u njihovoj pobjedi nad Vizigotima i Alarikom II.
Za vrijeme prevrata, negdje između 483. – 501., Gundobad je unaprijed započeo predstavljati Lex Gundobada, izdavši prvu polovicu, koja je vodila nacrtu Lex Visigothorum.  Kako je jačala njegova vlast, između 501. i njegove smrti 516., Gundobad je izdao i drugu polovicu svog zakona, koja je bila više originalna burgundska.

### Pad drugog kraljevstva
Burgundi su proširili svoju vlast na sjeveroistok Galije tj. na sjevernu Italiju, zapadnu Švicarsku i jugoistočnu Francusku. Franački kralj Klodvig I. se 493. oženio burgundskom kraljevnom Klotildom, Kilperikovom kćeri. 
Prvotno su Burgundi bili saveznici Franaka i Klodviga protiv Vizigota na početku 6. stoljeća, a zatim su ih pokorili ti isti Franci 534. Burgundsko kraljevstvo je postalo dio Merovinškog Kraljevstva i Burgundi su kao takvi bili naširoko asimilirani.

## Burgundski zakoni
Burgundi su ostavili za sobom tri legalna zakonika, najranijima među svim germanskim plemenima.
Liber Consitutionum sive Lex Gundobada (Knjiga ustrojstva iliti Gundobadovo pravo), također poznata kao Lex Burgundionum, ili jednostavno Lex Gundobada ili Liber, izdao je u nekoliko dijelova između 483. i 516., uglavnom Gundobad, ali također i njegov sin, Sigismund.  Ona je slika burgundskog običajnog prava i karakteristična je među mnogim germanskim zakonicima toga vremena. Liber je bila posuđena za Lex Visigothorum i utjecala je kasnije na Lex Ribuaria. Liber je jedna od primarnih izvora za tadašnji burgundski život i povijest njihovih kraljeva.
Kao u mnogih germanskih plemana, burgundska pravna tradicija dopustila je upotrebu pojedinih zakona za pojedine etnicitete. Tako, u dodatku Lex Gundobada, Gundobad također izvodi (ili ozakonjuje) skup zakona za rimske teme u Burgundskom kraljevstvu, Lex Romana Burgundionum (Rimsko pravo Burgunda). U dodatku zakonika, Gundobadov sin Sigismund je kasnije izdao Prima Constitutio.  

## Podrijetlo Burgundije
Ime Burgunda je do danas ostalo sačuvano u imenu jedne od regija u Francuskoj - Bourgogne: vidi kasniju povijest Burgundije. Između 6. i 20. stoljeća, granice i političke poveznice ove regije su se često mijenjale. Nijedna od ovih promjena nije više ništa imala s originalnim Burgundima. Imena originalnih Burgunda (germanskog plemena) i stanovnika današnje Burgundije ( također Burgunda) nemaju nikakve veze. Potomci pravih Burgunda se primarno danas mogu naći u Švicarskoj francuskog govornog područja i susjednim dijelovima Francuske.  

## Kraljevi Burgundskog kraljevstva
Burgundi su napustili Bornholm oko 300. godine i naselili se oko Vistule. Jordan povezuje da su ih u tom području teško porazili Gepidi 4. stoljeću i tada su se pomakli u Porajnje
- Gebika (kasno 4. stoljeće - oko 407.)
- Gundomar I. (oko 407. -  411.), sin Gebika
- Giselher (oko 407. – 411.), sin Gebika
- Gundahar(Gunter) (oko 407. – 436.), sin Gebika

Flavije Aecije vodi Burgunde u Sapaudiju u području gornje Rhone.
- Gunderik/Gundiok (436 - 473.) nakon smrti nasljeđuje ga
  - Kilperik I., Gundiokov brat (443. - oko 480.)
- podjela kraljevstva među Gundiokova četiri sina:
  - Gundobad (473. – 516. Lyon, kralj svih Burgunda 480.),
  - Kilperik II. (473. – 493. Valence)
  - Godomar (473–486. Vienne)
  - Godegizel (473. – 500.,Vienne i Ženeva)
- Žigmund, sin Gundobada (516. – 523.)
- Godomar ili Gundimar, sin Gundobada (523. – 532.)